# Jacob Collier
Jacob Collier (Moriarty) (ur. 2 sierpnia 1994 roku w Londynie) – brytyjski piosenkarz, kompozytor, autor tekstów i multiinstrumentalista.

## Życiorys
Urodził się w północnym Londynie, ma dwie młodsze siostry. Jest synem Susan Collier, skrzypaczki i dyrygentki Królewskiej Akademii Muzycznej w Londynie, której ojciec, Derek Collier, także był skrzypkiem i nauczycielem Akademii. Jego babka ze strony matki, Lila Wong, była Chinką.
W 2011 roku zaczął udostępniać na YouTube swoje amatorskie nagrania, na których wykonywał covery piosenek wykonawców, takich jak Stevie Wonder czy Burt Bacharach. Jego nagrania zyskały popularność w sieci, dzięki czemu w 2014 roku podpisał kontrakt menedżerski z agencją Quincy’ego Jonesa. 1 lipca 2016 roku wydał debiutancki album pt. In My Room, który nagrał i wyprodukował samodzielnie w swoim mieszkaniu w Londynie. W lutym 2017 roku odebrał dwie nagrody Grammy za wygraną w kategoriach: najlepsza aranżacja instrumentalna lub a cappella (za utwór „You and I”) i najlepsza aranżacja instrumentalno-wokalna (za utwór „Flintstones”).

## Dyskografia
Albumy studyjne
- In My Room (2016)
- Djesse vol. 1 (2018)
- Djesse vol. 2 (2019)
- Djesse vol. 3 (2020)
- Djesse vol. 4 (2024)